# Polystachya polychaete
Espèce
Synonymes
- Polystachya cussetii Szlach. & Olszewski[1]

Polystachya polychaete est une espèce de plantes de la famille des Orchidées et du genre Polystachya, présente dans plusieurs pays d'Afrique tropicale.